# Lidtjärnet (Ärtemarks socken, Dalsland)
Lidtjärnet är en sjö i Bengtsfors kommun i Dalsland och ingår i Göta älvs huvudavrinningsområde.